# Wojaszówka (gmina)
Wojaszówka est une gmina rurale du powiat de Krosno, Basses-Carpates, dans le sud-est de la Pologne. Son siège est le village de Wojaszówka, qui se situe environ 13 km au nord-ouest de Krosno et 37 km au sud-ouest de la capitale régionale Rzeszów.
La gmina couvre une superficie de 83,4 km2 pour une population de 9 102 habitants.

## Géographie
La gmina inclut les villages de Bajdy, Bratkówka, Łączki Jagiellońskie, Łęki Strzyżowskie, Odrzykoń, Pietrusza Wola, Przybówka, Rzepnik, Ustrobna, Wojaszówka et Wojkówka.
La gmina borde la ville de Krosno et les gminy de Frysztak, Jasło, Jedlicze, Korczyna, Strzyżów et Wiśniowa.